# مركز البحوث والدراسات الصينية المصرية
مركز البحوث والدراسات الصينية المصرية هو مركز للبحث والدراسات الصينية المصرية، أُنشئ بموجب أتفاقية التعاون العلمي بين جامعة حلوان المصرية وجامعة شانشي للإقتصاد والتمويل الصينية عام 2009م.

## نشأة المركز
- تم إنشاء مركز البحوث والدراسات الصينية المصرية طبقًا لبروتوكول التعاون بين جامعة حلوان المصرية وجامعة شانشي للاقتصاد والتمويل الصينية الموقع بتاريخ 7 يونيو 2006 وأتفاقية التعاون العلمي والأكاديمي بين الجامعتين، والمبرمة بتاريخ 14 يونيو 2006، وكذلك أتفاقية التعاون العلمي والأكاديمي بين جامعة حلوان المصرية وجامعة تشونشن الصينية بتاريخ 7 يونيو 2006 وجامعة شينونج الصينية بتاريخ 8 يونيو 2006. ودخل المركز حيز التنفيذ عام 2009.
- يعد المركز أول مركز بحثي مشترك بين جامعات صينية وجامعة مصرية. وهو وحدة ذات طابع خاص ذات استقلال فني ومالي وإداري.

ويشغل الأستاذ الطبيب/ ياسر محمد جاد الله أستاذ التنمية الاقتصادية بجامعة حلوان منصب مدير المركز، وهو متخصص في مجال اقتصاد الملكية الفكرية، والتخطيط الاستراتيجى.

## الرؤية
أن يكون المركز بيت خبرة استشاري دولي في الدراسات الصينية المصرية ونقل الخبرات وتنظيم المحافل الدولية في مجالات الاقتصاد والتجارة الدولية والسياحة، والفنون الجميلة والتطبيقية، والمشروعات الهندسية والعمارة المستدامة، والملكية الفكرية والابتكار، والتراث واللغة وخدمة المجتمع.

## الرسالة
إعداد دراسات تطبيقية فنية وتنظيم ورش عمل وبرامج صقل مهارات في مجالات الاقتصاد والتجارة الدولية والسياحة، والفنون الجميلة والتطبيقية، والمشروعات الهندسية والعمارة المستدامة، والملكية الفكرية والابتكار، والتراث واللغة وخدمة المجتمع.

## من أهم أنشطة المركز
- المساعدة في إنشاء قسم لدراسة اللغة الصينية بكلية الآداب بالجامعة، وسيقدم المركز الدعم للقسم من خلال استقدام مجموعة من الأساتذة بالصين للتدريس في هذا القسم بمشيئة الله تعالي.
- الموسم الثقافى لعام 2009/2010 بحضور السفير/ وو تشن هوا سفير جمهورية الصين الشعبية بالقاهرة خلال شهر ديسمبر 2009.
- تنظيم المؤتمر الدولي الأول بالتعاون مع جامعة شانشي للاقتصاد والتمويل بالصين خلال الفترة (6–8 أبريل 2010) تحت عنوان: «آفاق التعاون الصيني المصري في المجالات الاقتصادية والتجارية والتكنولوجية»، ومناقشة أكثر من 40 بحث علمى تم تحكيمه في مجالات الاقتصاد والتمويل والفنون التطبيقية والهندسة. ولقد شارك بالمؤتمر وفد من جامعة شانشي للاقتصاد والتمويل بمجموعة من البحوث المتميزة التي يتم نشرها.
- تنظيم محاضرة عن 100 سنة للأغنية الصينية بالتعاون مع كل من السفارة الصينية بالقاهرة والمركز الثقافي الصينى بالقاهرة وكلية التربية الفنية بجامعة حلوان بتاريخ 19 مايو 2010، بحضور وزير الثقافة الصيني الأسبق.
- تنظيم المؤتمر الدولي الثاني بالتعاون مع جامعة نان كاى بالصين خلال الفترة (17–18 مارس 2013) تحت عنوان: «مستقبل العلاقات الصينية المصرية والعربية الصينية في القران الحادى والعشرين».
- تنظيم الموسم الثقافى للعام 2012/2013 بحضور وتشريف السفير/ سونج أيقوه في أكتوبر 2012 بعنوان: السبل الجديدة لدعم دور الشباب

المصري والصينى في القرن الحادي والعشرين في ضوء تحديات ما بعد ثورات الربيع العربي والتطورات بشرق آسيا.
- صدور المجلد الأول والثاني من المجلة العلمية للبحوث الصينة المصرية، والتي يصدرها المركز، وهي دورية علمية محكمة تصدر أربعة مرات في العام.
- إعداد دراسة علمية عن تنافسية المشروعات الصغيرة ومتوسطة الحجم والملكية الفكرية في مصر.
- زيارة أ.د. ياسر جاد الله مدير المركز إلى جامعة شانشي للاقتصاد والتمويل لإلقاء بعض المحاضرات عن الاقتصاد والملكية الفكرية في أكتوبر ونوفمبر 2012.
- إستقبال وفد رفيع المستوى من جامعة نان كاى بالصين للمشاركة في المؤتمر الدولى الثاني للمركز في مارس 2013.

## أهداف المركز
يهدف مركز البحوث والدراسات الصينية المصرية إلي تدعيم قنوات وأشكال التعاون لتأسيس شراكة صينية مصرية لمزيد من دعم مجالات التنمية المختلفة بين البلدين في إطار المصلحة المشتركة والتعاون الثنائي، وذلك من خلال:
- تعزيز التنمية التكنولوجية والابتكار بين مصر والصين، والاستفادة من التجربة الصينية لعمل قاعدة إنتاجية تكنولوجية بين البلدين لزيادة القدرة التنافسية في الأسواق الدولية.
- تقديم الدعم الفني للمشروعات الصغيرة والمتوسطة الحجم والعمل كحاضنة أعمال لهذه المشروعات بما يساهم في تذليل المعوقات التسويقية والتمويلية والفنية والتنظيمية التي قد تواجهها، وذلك بالتنسيق بين الجهات المعنية بكل من البلدين كالصندوق الاجتماعي للتنمية والمؤسسات الصينية المناظرة له.
- تقديم الخبرة والمشورة الفنية لرجال الأعمال والصناعة، وإعداد دراسات الجدوى الاقتصادية لإقامة المشروعات الحرفية والصناعات الصغيرة والمتوسطة لتعزيز فرص التبادل والتكامل بين الاقتصاد الصيني والمصري.
- تنمية مهارات العاملين في مجالات الصناعة والتكنولوجيا، والتبادل التجاري، وإدارة المشروعات والتمويل من خلال تنظيم الدورات التدريبية بما يتمشي مع المتغيرات على المستوى المحلى والدولي. وإصدار دورية علمية متخصصة في مجال البحوث الصينية المصرية باللغات العربية والصينية والإنجليزية.
- اقتراح السياسات الخاصة بنظم التعليم في مرحلتي البكالوريوس والدراسات العليا على ضوء التجربة والواقع في جمهورية مصر العربية وجمهورية الصين الشعبية.
- دراسة المشكلات الخاصة بقطاع التجارة الخارجية في كل من جمهورية مصر العربية وجمهورية الصين الشعبية.
- تعزيز التعاون الثنائي في مجال التكنولوجيا الزراعية لاسيما في إطار المصالح المشتركة بين الجانبين المصري والصيني في مفاوضات التجارة العالمية.
- تبادل الخبرات العلمية والأكاديمية بين الجامعات المصرية والصينية، من خلال تنظيم المؤتمرات العلمية بين الجامعات المصرية ونظيرتها الصينية بصفة دورية.